# Josef Bruckmann
Josef Bruckmann (* 24. Dezember 1890 in Köln; † 21. Dezember 1948 ebenda) war im Jahr 1906 mit seinen 16 Jahren der jüngste deutsche Vereinsmitgründer des SC Colonia 06. Bis zu seinem Tod war er 1. Vorsitzender und Präsident dieses Vereins, der heute als der älteste aktive Amateur-Boxverein Deutschlands gilt.

## Sportfunktionär und Unternehmer
Bruckmann wuchs im Kölner Stadtteil Mülheim auf. Schon als Heranwachsender war er ein begeisterter Sprinter und Leichtathlet. Im August 1906 gründete er den SC Colonia 06 mit. Anfänglich lagen die sportlichen Schwerpunkte des Vereins auf der Leichtathletik und dem Radsport. Als der Verein die Leichtathletik aufgab und ausschließlich Boxer ausbildete, wechselte Bruckmann ins andere Lager und leitete den SC Colonia 06 über Jahrzehnte.
Als Mitgründer des SC Colonia 06 führte er den Verein zu Ehren. Im Jahr 1927 brachte er von einer Amateur-Europameisterschaft drei Sieger nach Köln zurück: Franz Dübbers im Federgewicht, Jakob Domgörgen im Leichtgewicht und Hein Müller im Halbschwergewicht. Als man ihnen Glück wünschte, meinten sie spontan: „Gratulieren Sie auch Cheftrainer Ludwig Neecke und unseren Vorsitzenden. Die haben uns so weit gebracht.“ Es folgten weitere Boxer, die sich Köln als Trainingsquartier aussuchten und sich hier den Schliff zu großen Erfolgen holten, wie Max Schmeling und Jupp Besselmann.
Im Jahr 1938 gründete er die Josef Bruckmann OHG an der Berliner Straße in Köln-Mülheim – die heutige Bruckmann Entsorgung GmbH in Köln-Dünnwald.
Bruckmann starb 1948 drei Tage vor seinem 58. Geburtstag. Seine Grabstätte befindet sich auf dem Kölner Südfriedhof.